# زويا أفروز
زويا أفروز (بالإنجليزية: Zoya Afroz)‏ (مواليد 10 يناير 1994) هي ممثلة وعارضة هندية تظهر في الأفلام الهندية. كانت الفائزة في Pond's Femina Miss India Indore 2013 Crown. توجت لاحقًا باسم Pond’s Femina Miss India International 2013 في النسخة الخمسين من Pond’s Femina Miss India 2013 التي أقيمت في Yash Raj Studio، مومباي في 24 مارس 2013. عملت أيضًا في العديد من الأفلام والمسلسلات والإعلانات التجارية كفنانة طفلة.

## وصلات خارجية
- زويا أفروز على موقع IMDb (الإنجليزية)
- زويا أفروز على موقع قاعدة بيانات الفيلم (الإنجليزية)